# Hart House

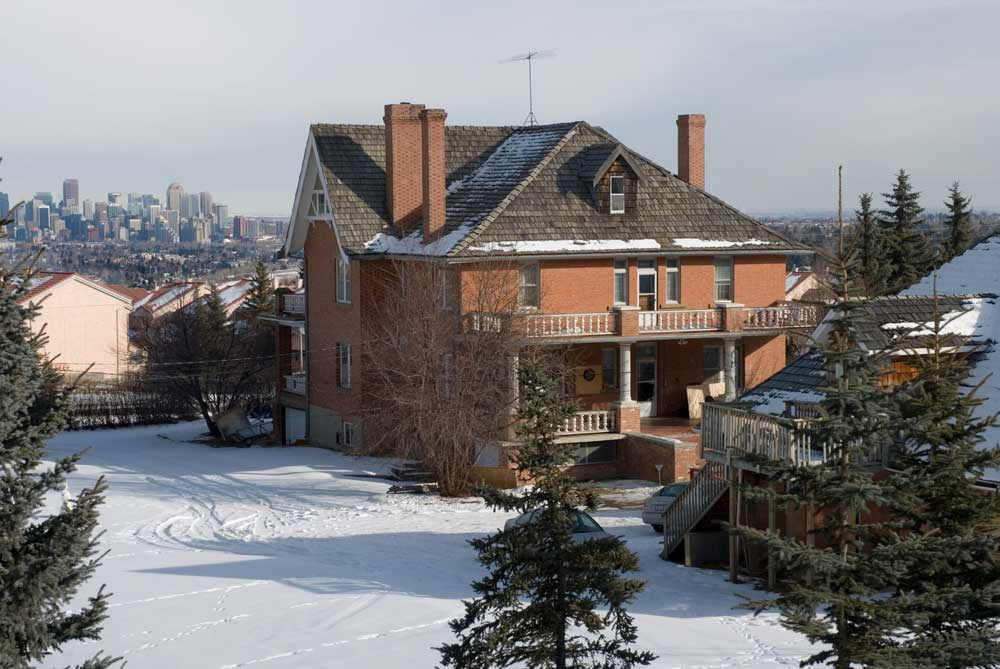
A Hart House

A Hart House é uma residência localizada em Patterson, distrito de Calgary, Alberta, no Canadá. De propriedade inicial de Stu Hart, ela foi abrigo e local de treinamento de vários integrantes da família Hart, uma das mais influentes na história do wrestling profissional. Mesmo depois de vendida, a casa continua sendo referida como Hart House.
Fundada após a criação da Stampede Wrestling, em 1948, a Hart House graduou lutadores como Superstar Billy Graham, Greg Valentine, Bad News Allen, Davey Boy Smith, Brian Pillman, Jushin Liger, Ricky Fuji, Chris Benoit e Nattie Neidhart, que se tornou a primeira mulher a ser instruída pela família.
Após a morte de Stu Hart em 18 de outubro de 2003, a Hart House foi vendida após a dificuldade de a manter ativa. Por $ 2 milhões, a Hart House foi vendida; porém, no final de 2010, ela foi revendida novamente.